# Friederich Schmetzer
Friederich Schmetzer, teilweise auch Friedrich Schmetzer geschrieben, (* 7. September 1842 in Braunschweig; † 12. Oktober 1918 in Frankfurt an der Oder) war ein deutscher Maschinenbauingenieur. 

## Leben
Friederich Schmetzer war der Sohn eines Künstlerehepaars. Als seine Mutter 1856 mit ihm nach Frankfurt am Main übersiedelte, erhielt er dort seine erste reguläre Schulbildung, indem er bis 1859 die Gewerbeschule der Gesellschaft nützlicher Künste und der Hilfswissenschaften besuchte. Vom Herbst 1859 bis 1861 studierte er an der Polytechnischen Schule Karlsruhe Maschinenbau. Im Anschluss war er praktisch in einer Schlosserei tätig und danach als Rüstarbeiter bei Egestorff in Hannover. Weitere Stationen waren die Berliner Unternehmen Borsig und Schwartzkopff. Seine erste Anstellung als Ingenieur erhielt Schmetzer bei der Stadtwasserkunst in Hamburg. Ende der 1860er-Jahre machte er sich als Zivilingenieur selbständig. Schwerpunkt der Sozietät Schmetzer & Hansen war der Bau technischer Anlagen, insbesondere für die Wasserversorgung. Danach hatte er eine leitende Stellung bei der Continental AG für Wasser- und Gasanlagen in Berlin inne. Mit eigener Kapitalbeteiligung übernahm Schmetzer 1877 die Leitung des Wasserwerks in Frankfurt an der Oder, das sich unter ihm zu einem ertragreichen Unternehmen entwickelte. Durch sein Engagement erhielt die Stadt um die Jahrhundertwende eine leistungsfähige Kanalisation. Er verfasste zahlreiche Veröffentlichungen über sein Spezialgebiet, unter anderem in den Jahrgängen des Deutschen Bauhandbuchs. Als Gutachter für Wasser- und Kanalisationsanlagen war er auch im Ausland tätig.
Friederich Schmetzer war Mitglied im Verein Deutscher Ingenieure (VDI). Er war Gründungsvorstandsmitglied des 1887 gegründeten Märkischen Bezirksvereins des VDI und von 1892 bis zu seinem Tod dessen Vorsitzender. Von 1907 bis 1909 gehörte er dem Vorstand des Gesamtvereins an. Während seiner gesamten Zeit als Vorsitzender des Bezirksvereins war er auch Mitglied des Vorstandsrats des VDI. Er gehörte auch dem Märkischen Verein zur Prüfung und Überwachung von Dampfkesseln an, wo er seit 1882 Vorstandsmitglied und seit 1892 Vorsitzender war. 1899 wurde er Präsident des Zentralverbands der Preußischen Dampfkessel-Überwachungs-Vereine. Während seiner Amtszeit wurde das Tätigkeitsgebiet der Vereine erweitert, indem unter anderem auch die Kraftfahrzeugüberwachung und die Überprüfung von Aufzugsanlagen als neue Arbeitsgebiete hinzukamen.
Friederich Schmetzer wurde der Ehrentitel eines königlich preußischen Baurats verliehen. Der VDI ernannte ihn 1916 zu seinem Ehrenmitglied, ebenso wie bereits vier Jahre zuvor der Märkische Bezirksverein des VDI anlässlich des 25-jährigen Vereinsbestehens. Das neue Betriebsgebäude der Frankfurter Wasser- und Abwassergesellschaft mbH wurde ihm zu Ehren „Schmetzerbau“ genannt.
Friederich Schmetzer war 44 Jahre lang verheiratet. Seine Frau starb vor ihm.